# Julia Carter Aldrich
Julia Carter Aldrich (usaba Petresia Peters como seudónimo; Liverpool, Estados Unidos, 28 de enero de 1834-Wauseon, Estados Unidos, 26 de agosto de 1924) fue una escritora y editora estadounidense.

## Biografía
Nació en Liverpool, Ohio, la quinta hija en una familia de siete. Su padre descendía de ingleses, mientras que sus abuelos por parte materna se habían criado en Virginia, pero descendían de alemanes y escoceses.
Carter comenzó a escribir cuando aún era joven. Asimismo, destacó en la escuela por la rapidez con la que aprendía. Con tan solo 17 años empezó a dar clases en una escuela; en total, ejerció de profesora durante cuatro años. No obstante, pese a la carga de trabajo, conseguía sacar tiempo para escribir, tanto en verso como en prosa; sus textos fueron publicados en diferentes revistas.
Se casó en octubre de 1854 con Joseph Aldrich, procedente de Nueva York, con quien tuvo tres hijos. Aunque el matrimonio y las tareas del hogar no le dejaban tanto tiempo, siguió escribiendo y adoptó varios seudónimos, siendo el más conocido el de «Petresia Peters». Su obra estuvo siempre comprometida con aspectos humanitarios.

## Atribución
- Este artículo contiene texto traducido desde una publicación que se encuentra ahora en dominio público: Willard, Frances Elizabeth; Livermore, Mary Ashton Rice (1897). American Women: Fifteen Hundred Biographies with Over 1,400 Portraits : a Comprehensive Encyclopedia of the Lives and Achievements of American Women During the Nineteenth Century. Mast, Crowell & Kirkpatrick.

- Datos: Q29587338
- Multimedia: Julia Carter Aldrich / Q29587338